# Slyk Bro
Slyk Bro er en fredet bro ved Vemb og herregården Nørre Vosborg. Broen er opført 1857 og blev fredet som fortidsminde i 2011.
Den 5. maj 1855 indgik 19 lodsejere og 1 godsejer fra Sønder og Nørre Vosborg, Vemb og Gørding aftale om at opføre en bro over Damhus Å. Den ledende skikkelse i projektet var godsejer, etatsråd Andreas Evald Meinert Tang på Nørre Vosborg, for han påtog sig at betale en fjerdedel af udgifterne til broens opførelse, og teglstenene til den nye bro blev fremstillet på Nørre Vosborg Teglværk, der lå nord for godset. Tang var selv aktivt involveret i hele forløbet og har muligvis skitseret broen ud fra indhøstede erfaringer fra rejser i Italien. Tang fik sin bygmester, Neubarth, til at fremstille bygningstegningerne. Neubarth har blandt andet tegnet Vosborglille og indgangspartiet til familien Tangs gravhøj på Ulfborg Kirkegård.
Den nye bro stod færdig 1857. Efter en udvidelse i bredden i 1934 er broen seks meter bred og 12 meter lang. Udvidelsen blev pietetsfuldt udført med mursten fra det oprindelige teglværk.
Broen er et eksempel på, at mursten i midten af 1800-tallet havde en kvalitet, der gjorde materialet velegnet som afløser for granit og træ.